# Najran (vùng)
Najran (tiếng Ả Rập: نجران Naǧrān) là một vùng của Ả Rập Xê Út, nằm ở phía nam của quốc gia dọc biên giới với các vùng Hadramaut, Al Jawf và Sa'dah của Yemen. Vùng có diện tích 149.511 km². Thủ phủ của vùng là Najran. Najran là nơi cư trú của bộ lạc Yam nhiều quyền lực, họ sống trong vùng từ hàng trăm năm nay. Vùng có bản sắc độc đáo do đa số cư dân là tín đồ giáo phái Ismail thuộc hệ Hồi giáo Shia.
Najran có ba khu vực địa lý, đầu tiên là vùng bằng phẳng nằm tại trung tâm Najran với một vài thung lũng, nổi tiếng nhất trong đó là thung lũng Najran. Tiếp đến là vùng núi phía tây và phía bắc, có thời tiết êm dịu vào mùa hè, với các công viên tươi đẹp. Thứ ba là vùng cát nằm về phía đông 
thuộc Rub' al Khali, là nơi cực kỳ giàu về dầu mỏ.
Các tỉnh
- Al Khirkhir (4.015)
- Badr Al Janub (11.117)
- Hubuna (20.400)
- Khubash (22.133)
- Najran (329.112)
- Sharurah (85.977)
- Thar (16.047)
- Yadamah (16.851)